# Густав Шведский (1799)
Густав Ваза (швед. Gustav av Wasa; 9 ноября 1799[…], Стокгольм — 5 августа 1877, Пильниц) — наследный принц Швеции, сын короля Швеции Густава IV Адольфа и королевы Фредерики.

## Биография
Был старшим сыном короля Густава IV и сразу после рождения объявлен наследником престола. Когда ему было десять лет, его отец был свергнут в результате переворота. Желая сохранить корону за сыном, король 29 марта 1809 года отрёкся от престола, однако 10 мая риксдаг объявил, что он и все его потомки лишаются права занимать шведский престол, после чего семье пришлось отправиться в изгнание и жить в разных странах Европы.
Сторонники короля — густавианцы  — несколько раз пытались добиться признания Густава законным наследником престола, но безуспешно. В 1816 году принял титул графа Иттенбурга, служил офицером в армии габсбургской Австрии и в 1829 году удостоился титула князя Вазы от императора Франца II. В 1836 году стал фельдмаршал-лейтенантом австрийской армии.
В 1828 году обручился с принцессой Марианной Нидерландской, но по политическим причинам был вынужден расторгнуть помолвку и 9 ноября 1830 года в Карлсруэ женился на своей двоюродной сестре Луизе Амалии Баденской, с которой развёлся в 1843 году. В браке родились сын Людвиг (1832), умерший в младенчестве, и дочь, принцесса Карола (1833—1907), вышедшая впоследствии замуж за короля Саксонии Альберта, но этот брак был бездетным. 
В 1830 и 1862 годах кандидатура Густава всплывала в связи с выборами короля Греции, однако серьезной поддержки он не получил. 
В 1884 году останки Густава и его сына были перезахоронены в Стокгольме.